# はまぐり犬
はまぐり犬（はまぐりけん）ははまぐりを被った犬のキャラクター。三重県桑名市の非公認キャラクターとして2017年2月にtwitter、instagram上に登場を確認。お館様探しをしながら、桑名の観光や名物・イベントを訪ね歩いている。
SNS上での活動しか現在は確認出来ていないが、三重での人気は既にそこそこあるもよう。
地元のJFLヴィアティン三重を応援していることが度々確認されている。桑名の萌えキャラくはないなの飼い犬との噂もある。
お館様を探しているとのことだが、誰がお館様なのかは特定できておらず不明。本人は顔は覚えているよう。
好物は桑名の名産「桑名はまぐり」で食べ過ぎがこの姿にしたとかどうとか本人は言っている。